# アートリー
株式会社アートリー（ARTORY Inc.）は、ウェブサイト制作やWebサービス開発、マルチメディア制作、インターネット広告事業などを行う、愛知県名古屋市に本社を置く日本の会社。
設立時の法人名は株式会社アーティファクトリー。“MAKE BUSINESS ENTERTAINING（ビジネスをおもしろくする）”をスローガンとしている。

## 概要
2011年（平成23年）にデザイン制作とシステム開発の業務請負を主目的として設立以来、WEB、クラウドサービス、デジタルコンテンツ、デジタルマーケティング技術などを活用して、企業のプロモーション活動やWebサービスのビジネスモデル構築、業務システムの設計・開発などの課題に対してコンサルティングを行いながらソリューションを提供している。
2020年（令和2年）に本社1階にインターネットテレビ番組の収録・ライブ配信を行う制作スタジオ「ATELIER ARTORY（アトリエアートリー）」を設立し、自社番組の配信をはじめ、企業のメディア運営の支援や動画制作などにも取り組んでいる。
請負業以外にも、サービスの運営やイベントの企画演出、コンテンツの配信、ソフトウェア開発にも事業を広げており、代表自らアーティストとして所属するプロダクション事業、ストックフォトサービスの運営、ECパッケージの提供、プロジェクションマッピングやデジタルアート作品の制作、オンラインイベントの開催などを行っている。

## 沿革
- 2011年（平成22年）01月 - 株式会社アーティファクトリー創業。
- 2011年（平成22年）12月 - 株式会社アーティファクトリー設立、佐藤丈亮が代表取締役に就任。
- 2013年（平成25年）09月 - 愛知県名古屋市中区平和に移転。
- 2015年（平成27年）10月 - 株式会社アートリーに商号変更。
- 2016年（平成28年）10月 - 愛知県名古屋市中区千代田に移転。
- 2019年（令和元年）08月 - 愛知県名古屋市中区上前津に「大須アートリーキッチン」をオープン。
- 2020年（令和02年）09月 - 愛知県名古屋市中区千代田にスタジオ「ATELIER ARTORY」をオープン。
- 2021年（令和03年）11月 - 豊川稲荷にて「 着物詣（キモノモウデ）〜七燈伽藍〜」を開催。
- 2022年（令和04年）10月 - 比叡山延暦寺のメタバース『比叡山バーチャル延暦寺』を発表。
- 2022年（令和04年）10月 - 比叡山延暦寺にてオンラインイベント『比叡山延暦寺 VEDUTA COLLECTION × 伝燈LIVE』を開催。